# Joshua Barnes

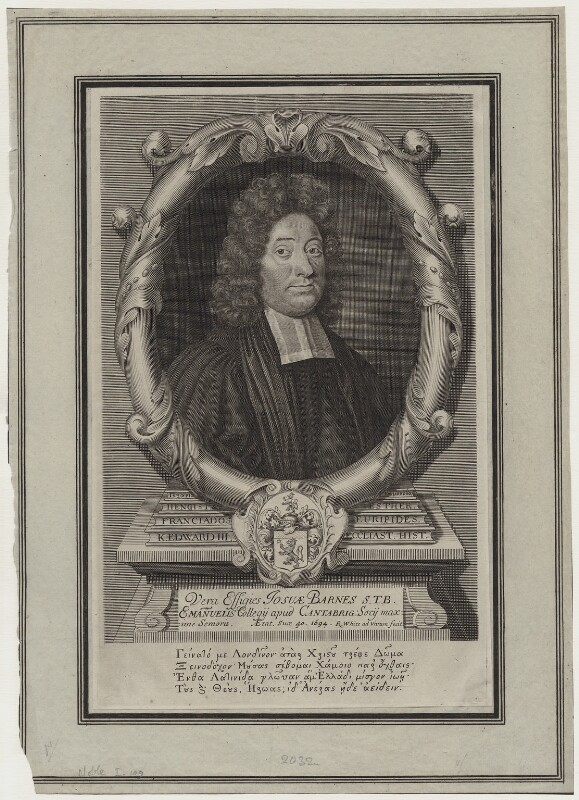
Joshua Barnes, 1694, Gravur von Robert White

Joshua Barnes (* 10. Januar 1654 in London; † 3. August 1712 in Hemingford) war ein britischer Hochschullehrer, Fachmann für griechische Sprache und Geschichte. Von 1695 bis 1712 war er Regius Professor of Greek an der University of Cambridge.

## Leben
Barnes wurde als Sohn eines Londoner Händlers geboren. Er wurde im Christ’s College ausgebildet, wo er durch außerordentliche Frühreife auffiel. Mit 15 Jahren veröffentlichte er Sacred Poems in Five Books und im folgenden Jahr ein Gedicht Life of Oliver Cromwell the Tyrant. Im gleichen Jahr folgten noch weitere dramatische Werke in English und Latein über Xerxes, Phytias und Damon. Er wurde am Emmanuel College an der University of Cambridge als Servitor aufgenommen, einem Studenten, der kostenlos logieren und studieren durfte und im Gegenzug Dienstleistungen für zahlende Studenten erbringen musste. 1675 schloss er das Grundstudium mit B. A. ab, wurde als Fellow aufgenommen und schloss seine weiteren Studien 1679 mit einem Master ab. 1695 wurde er als Regius Professor für griechische Sprache gewählt.
1675 veröffentlichte er Gerania, einem utopisch-phantastischen Werk über die Entdeckung von Pygmäen, in dessen Vorwort er behauptete, leichter in Latein oder Griechisch zu schreiben, als in seiner englischen Muttersprache. Das Werk mag Jonathan Swift bei seinem Werk Voyage to Lilliput inspiriert haben. 1688 veröffentlichte er eine Biografie von Edward III. (History of that Most Victorious Monarch Edward III.), die er James II. widmete. 1694 folgte ein Werk über Euripides, dass zwar wenig wissenschaftlichen Wert hatte, aber sicher zur Verleihung der Regius Professur im Folgejahr beitrug.
1700 heiratet Barnes eine Frau Mason, eine einigermaßen vermögende Witwe aus Hemingford bei St Ives. Der Erzählung zufolge kam die Dame nach Cambridge um Barnes ein Einkommen von GBP 100 nach ihrem Tod zu vermachen. Barnes lehnte das Angebot angeblich ab und stimmte nur zu, als die Dame sich bereiterklärte, ihn zu ehelichen.
1705 veröffentlichte er den Band Anacreon, der neben der Geschichte des griechischen Dichters Anakreon noch dreiundvierzig weitere Werke enthielt. Unter diesen Werken waren zum Teil skurrile Dichtungen, wie der Kampf zwischen einer Kröte und einer Spinne und dem Kampf eines Walisers mit Flöhen. Er nahm seine Arbeit auf, die Werke von Homer neu aufzulegen (1710). Diese Veröffentlichung  belastete Barnes finanziell sehr, so dass Bittbriefe an den Earl of Oxford im Britischen Museum vorliegen, ihn bei dem Unternehmen zu unterstützen.
Nach Aussagen von Freunden schwächte die finanzielle Situation Barnes so sehr, dass er nur zwei Jahre später verstarb, am 3. August 1712.
In der Bewertung seiner fachlichen Kompetenz, wird Barnes als ungenau bezeichnet. Zwar wird ihm ein gutes Gedächtnis zugestanden, aber sein Urteilsvermögen als schwach bezeichnet. So ziert seinen Grabstein die Inschrift Felicis memoriæ, judicium expectans (Glückliches Gedächtnis, in Erwartung eines Urteils) geschrieben.
In seiner Dissertation Dissertation on Phalaris beschreibt Richard Bentley Barnes als Mann von außerordentlicher Energie und diffusem Leseverhalten. Barnes Enthusiasmus verleitete ihn dazu, Dinge anzugehen, für die er in keiner Weise qualifiziert war. Nicht zufrieden mit seiner Arbeit über Edward III. und der Herausgabe von Homers Wert, schrieb er ein Buch über den mongolischen Herrscher Timur (engl. Tamerlane), obwohl er keine Kenntnis der orientalischen Sprachen hatte.
Barnes galt als durchaus eitel, aber auch großzügig bis zum Tadel. Beispielsweise schenkte er einem Bettler an der Haustüre seinen einzigen Mantel und ging selbst ohne.

## Bibliografie
- 1675 Gerania
- 1688 History of that Most Victorious Monarch Edward III.
- 1669 Spital Sermon
- 1703 The Good Old Way
- 1705 Anacreon
- 1710 Homer